# 毛氏門螯寄居蟹
毛氏門螯寄居蟹（学名：Pylocheles (Pylocheles），又名莫氏門螯寄居蟹，为門螯寄居蟹科門螯寄居蟹屬下的一个种。